# Yèbèlèla
Yèbèlèla est une localité du département de Tiankoura, dans la province du Bougouriba (région du Sud-Ouest) au Burkina Faso. En 2006, cette localité comptait 197 habitants dont 55 % de femmes.